# 桿菌狀核糖核酸病毒科
桿菌狀核糖核酸病毒科（學名：Barnaviridae）是正义单链RNA病毒的一個科，其學名意為「桿菌狀的RNA病毒」（Bacilliform-shaped RNA virus），本科僅有桿菌狀核糖核酸病毒屬（Barnavirus）一個屬，其下僅有蘑菇桿菌狀病毒（Mushroom bacilliform virus, MBV）一種病毒，為感染蕈類的真菌病毒，可感染養殖場培養的洋菇，造成拉弗朗斯病（La France disease），病徵包括產量下降、生長變慢、子實體變形等。

## 基因組
蘑菇桿菌狀病毒不具有包膜，長約48–53奈米，寬約18–20奈米，其基因組長約4000nt，不具有多聚腺苷酸尾，有四個主要的開放閱讀框，其中ORF1編碼蛋白的功能不明，ORF2編碼的多肽具有蛋白酶活性，可將其自身切割成數個蛋白質；ORF3編碼RNA複製酶，可能是以-1核糖體移碼的機制與ORF2一起轉譯成一大型多肽再切割而成；ORF4則編碼衣殼蛋白，此病毒基因組可以產生僅包含ORF4的次基因組RNA（subgenomic RNA）用以表現衣殼蛋白。

## 註腳
1. ↑  從資料庫的序列分析結果另有發現兩種可能屬於本科的病毒：立枯絲核菌桿菌狀核糖核酸病毒（Rhizoctonia solani barnavirus 1, RsBarV1）與南極漆姑草相關桿菌狀核糖核酸病毒（Colobanthus quitensis associated barnavirus 1, CqABV1），但尚未經國際病毒分類委員會正式認定，後者亦尚未完全確定是感染植物的病毒或感染相關真菌的病毒[1][2]。